# Borboropactus vulcanicus
Borboropactus vulcanicus es una especie de araña cangrejo del género Borboropactus, familia Thomisidae. Fue descrita científicamente por Doleschall en 1859.

## Distribución
Esta especie se encuentra en Indonesia (Java).